# Michael Raßhofer
Michael Raßhofer (* 4. Oktober 1881 in Attenhausen, Bruckberg; † 7. Dezember 1968 in Landshut) war ein deutscher Kolonialwarenhändler.
Raßhofer besuchte die Volksschule in Attenhausen, sowie die Vorbildungsschule in Landshut. 1908 erwarb er ein Kolonialwarengeschäft in Landshut. Er war von 1919 bis 1950 Direktor der Edeka-Großhandel Landshut. Als Vertreter der Gruppe Genossenschaften gehörte er vom Dezember 1947 bis Dezember 1957 dem Bayerischen Senat an.